# Буш, Пауль
Пауль Буш (21 января 1850, Берлин — 28 ноября 1927, там же) — немецкий артист цирка и цирковой предприниматель, дрессировщик лошадей и постановщик цирковых представлений.
Родился в семье торгового агента. Завершив получение образования, после Франко-прусской войны переехал в Российскую империю, в Ревель (ныне Таллин), где работал в цирке в Санкт-Петербурге дрессировщиком лошадей, наездником и постановщиком конных представлений. В 1884 году переехал в Швецию, создав там свой передвижной цирк, с которым гастролировал в течение нескольких лет по скандинавским странам. В 1892 году вернулся в Германию, в Альтону (ныне район Гамбурга), открыв там собственный цирк, ставший первым подобным постоянным учреждением в городе. В скором времени открыл цирки и в других городах: Вене, Берлине (в 1895 году), Бреслау. Все цирки Буша были оборудованы по последнему слову техники того времени, а постановки отличались новаторством и оригинальностью. Впоследствии Буш расширил свои программы водными представлениями с помощью фонтанов и так называемыми «этнографическими пантомимами» с массовыми сценами и сложными костюмами на историческую или современную ему, но экзотическую тематику. Сам Буш также выступал в этих представлениях в качестве лошадиного наездника.